# Stylosanthes tuberculata
Stylosanthes tuberculata är en ärtväxtart som beskrevs av Sidney Fay Blake. Stylosanthes tuberculata ingår i släktet Stylosanthes och familjen ärtväxter. Inga underarter finns listade i Catalogue of Life.